# Caribbean Broadcast Network
 (août 2022).
Caribbean Broadcast Network est une chaîne de télévision des îles Vierges britanniques.
La chaîne diffuse un programme 24 heures sur 24 de divertissements locaux, d'actualités, de programmes sportifs et religieux, ainsi que des infopublicités et des films.
CBN est une chaîne privée fondée en 2005 sous le nom de ZBTV.